# HD248943
HD248943 — хімічно пекулярна зоря спектрального класу
A0 й має видиму зоряну величину в смузі V приблизно 10,7.

## Пекулярний хімічний вміст
Зоряна атмосфера HD248943 має підвищений вміст
Si
.